# La Reddition de Lord Cornwallis
Reddition de Lord Cornwallis est un tableau de John Trumbull datant de 1817 (acheté en 1820 pour le gouvernement américain), représentant la capitulation de l'Armée Royale Britannique face aux insurgés américains et leurs alliés français après la bataille de Yorktown lors de la guerre d'indépendance des États-Unis. Cette reddition britannique est décisive pour la garantie d'indépendance des colonies.